# Tanggulun (Ibun)
Tanggulun is een bestuurslaag in het regentschap Bandung van de provincie West-Java, Indonesië. Tanggulun telt 3830 inwoners (volkstelling 2010).